# Третиняк, Бранко
Бранимир (Бранко) Третиняк (хорв. Branimir (Branko) Tretinjak; 16 мая 1907, Свети-Мартин-под-Окичем — 27 декабря 1989, Загреб) — югославский фехтовальщик и судья. Участник летних Олимпийских игр 1936 года.

## Биография
Бранко Третиняк родился 16 мая 1907 года в австро-венгерском посёлке Свети-Мартин-под-Окичем (сейчас в Хорватии).
Выступал в соревнованиях по фехтованию за «Конкордию» из Загреба. Восемь раз становился чемпионом Югославии: четырежды в фехтовании на шпагах (1935, 1938, 1950), трижды — на рапирах (1948-1950), дважды — на саблях (1948, 1952).
В 1936 году вошёл в состав сборной Югославии на летних Олимпийских играх в Берлине. В командном турнире рапиристов сборная Югославии, за которую также выступали Эдо Марион, Мирко Коршич, Марьян Пенгов, Александр Николич и Владимир Мажуранич, в группе 1/8 финала заняла 2-е место, победив сборную Бразилии — 9:7, в четвертьфинальной группе — 3-е место, уступив Франции — 1:9 и Венгрии — 2:14.
Также был международным судьёй по фехтованию.
Умер 27 декабря 1989 года в Загребе.

## Семья
Старший брат — Крешо Третиняк (1905—1987), югославский фехтовальщик и судья. Участник летних Олимпийских игр 1936 года.